# Kanton Mechelen
Kanton Mechelen is een kanton in de provincie Antwerpen en het arrondissement Mechelen. Het is de bestuurslaag boven die van de desbetreffende gemeenten, tevens is het een gerechtelijk niveau waarbinnen één vredegerecht georganiseerd wordt dat bevoegd is voor de deelnemende gemeenten. Beide types kanton beslaan niet noodzakelijkerwijs hetzelfde territorium.

## Gerechtelijk kanton Mechelen
Het gerechtelijk kanton Mechelen is gelegen in het gerechtelijk arrondissement Antwerpen en organiseert een vredegerecht voor de gemeenten Mechelen, Bonheiden en Sint-Katelijne-Waver. Het is gevestigd in de Voochtstraat 7 te Mechelen.
De vrederechter is bevoegd bij gezinsconflicten, onderhoudsgeschillen, voogdij, voorlopige bewindvoering, mede-eigendommen, appartementseigendom, burenhinder ...
| Gebied           | Europese Unie    | België           | België           | België           | België           | Antwerpen      | Antwerpen      | Antwerpen                   | Antwerpen                   | Mechelen                        |                                 |                                 |                                 |
| Sociaal recht    | Hof van Justitie | Hof van Cassatie | Hof van Cassatie | Hof van Cassatie | Hof van Cassatie | Arbeidshof     | Arbeidshof     | Arbeidsrechtbank            | Arbeidsrechtbank            | Arbeidsrechtbank                | Arbeidsrechtbank                | Arbeidsrechtbank                |                                 |
| Handelsrecht     | Hof van Justitie | Hof van Cassatie | Hof van Cassatie | Hof van Cassatie | Hof van Cassatie | Hof van Beroep | Hof van Beroep | Rechtbank van Koophandel    | Rechtbank van Koophandel    | Vredegerecht                    | Vredegerecht                    | Vredegerecht                    |                                 |
| Burgerlijk recht | Hof van Justitie | Hof van Cassatie | Hof van Cassatie | Hof van Cassatie | Hof van Cassatie | Hof van Beroep | Hof van Beroep | Rechtbank van eerste aanleg | Rechtbank van eerste aanleg | Vredegerecht / Politierechtbank | Vredegerecht / Politierechtbank | Vredegerecht / Politierechtbank | Vredegerecht / Politierechtbank |
| Strafrecht       | Hof van Justitie | Hof van Cassatie | Hof van Cassatie | Hof van Cassatie | Hof van Cassatie | Hof van Beroep | Assisenhof     | Rechtbank van eerste aanleg | Rechtbank van eerste aanleg | Vredegerecht / Politierechtbank | Vredegerecht / Politierechtbank | Vredegerecht / Politierechtbank | Vredegerecht / Politierechtbank |

## Kieskanton Mechelen
Het kieskanton Mechelen ligt in het provinciedistrict Mechelen, het kiesarrondissement Mechelen-Turnhout en ten slotte de kieskring Antwerpen. Het beslaat de stad Mechelen en de gemeente Willebroek en bestaat uit 78 stembureaus.

### Structuur
| Mechelen         | Mechelen         | Supranationaal         | Nationaal                         | Nationaal           | Gemeenschap         | Gewest              | Provincie           | Arrondissement    | Provinciedistrict | Kanton          | Gemeente            | District         |
| ---------------- | ---------------- | ---------------------- | --------------------------------- | ------------------- | ------------------- | ------------------- | ------------------- | ----------------- | ----------------- | --------------- | ------------------- | ---------------- |
| Administratief   | Niveau           | Europese Unie          | België                            | België              | Vlaanderen          | Vlaanderen          | Antwerpen           | Mechelen          | Mechelen          | Mechelen        | Mechelen Willebroek | -                |
| Administratief   | Bestuur          | Europese Commissie     | Belgische regering                | Belgische regering  | Vlaamse regering    | Vlaamse regering    | Deputatie           | Deputatie         | Deputatie         | Deputatie       | Gemeentebestuur     | Districtscollege |
| Administratief   | Raad             | Europees Parlement     | Kamer van volksvertegenwoordigers | Vlaams Parlement    | Vlaams Parlement    | Vlaams Parlement    | Provincieraad       | Provincieraad     | Provincieraad     | Provincieraad   | Gemeenteraad        | Districtsraad    |
| Kiesomschrijving | Kiesomschrijving | Nederlands Kiescollege | Kieskring Antwerpen               | Kieskring Antwerpen | Kieskring Antwerpen | Kieskring Antwerpen | Kieskring Antwerpen | Mechelen-Turnhout | Mechelen          | Mechelen        | Mechelen Willebroek | -                |
| Verkiezing       | Verkiezing       | Europese               | Federale                          | Federale            | Vlaamse             | Vlaamse             | Provincieraads-     | Provincieraads-   | Provincieraads-   | Provincieraads- | Gemeenteraads-      | Districtsraads-  |

### Uitslagen VerkiezingVlaams Parlement
In 1999 waren er 72.283 stemgerechtigden, in 2004 74.211 en in 2009 nam dit aantal toe tot 76.095. Hiervan brachten respectievelijk 66.094 (1999), 67.756 (2004) en 69.418 (2009) een stem uit.
| Partij             | Partij                         | 1999   | 2004   | 2009   |
| ------------------ | ------------------------------ | ------ | ------ | ------ |
|                    | PVDA                           | 0,78%  | 0,46%  | 1,05%  |
|                    | Agalev / Groen! / Groen!       | 11,82% | 7,64%  | 7,23%  |
|                    | SP / sp.a-Spirit / sp.a        | 18,53% | 21,35% | 20,89% |
|                    | VU-iD21 / sp.a-Spirit / SLP    | 7,63%  | 21,35% | 0,88%  |
|                    | VU-iD21 / CD&V-N-VA / N-VA     | 7,63%  | 21,08% | 13,97% |
|                    | CVP / CD&V-N-VA / CD&V         | 17,26% | 21,08% | 17,74% |
|                    | Vivant / VLD-Vivant / Open Vld | 1,92%  | 16,71% | 13,61% |
|                    | VLD / VLD-Vivant / Open Vld    | 17,03% | 16,71% | 13,61% |
|                    | VLD / VLD-Vivant / LDD         | 17,03% | 16,71% | 5,06%  |
|                    | Vlaams Blok / Vlaams Belang    | 23,99% | 31,24% | 18,73% |
| Andere Partijen    | Andere Partijen                | 1,04%  | 1,53%  | 0,84%  |
| Blanco of Ongeldig | Blanco of Ongeldig             | 4,08%  | 4,45%  | 4,58%  |